# Жить не по лжи!
«Жить не по лжи!» — публицистическое эссе Александра Солженицына, обращённое к советской интеллигенции. Тематически примыкает к эссе «На возврате дыхания и сознания», «Раскаяние и самоограничение как категории национальной жизни», «Образованщина», вышедшим в том же году в сборнике «Из-под глыб». Опубликовано в самиздате 13 февраля 1974 года (при публикации датировано предыдущим днём — днём ареста Солженицына).

## Содержание
Солженицын в этом эссе призывал каждого поступать так, чтобы из-под его пера не вышло ни единой фразы, «искривляющей правду», не высказывать подобной фразы ни устно, ни письменно, не цитировать ни единой мысли, которую он искренне не разделяет, не участвовать в политических акциях, которые не отвечают его желанию, не голосовать за тех, кто недостоин быть избранным. Кроме того, Солженицын предлагал наиболее доступный, по его мнению, способ борьбы с режимом:

Самый доступный ключ к нашему освобождению: личное неучастие во лжи! Пусть ложь всё покрыла, всем владеет, но в самом малом упрёмся: пусть владеет не через меня!

## История написания и публикации
Воззвание «Жить не по лжи!» Солженицын писал в 1972 году, возвращался к тексту в 1973-м — окончательный вариант был готов к сентябрю. Автор предполагал обнародовать статью одновременно с «Письмом вождям Советского Союза», но в сентябре 1973-го, узнав о захвате «Архипелага ГУЛАГ» Комитетом госбезопасности, с риском для жизни принял решение публиковать книгу на Западе. Статья «Жить не по лжи!» была отложена как «запасной выстрел», на случай ареста или смерти. Текст был помещён в несколько тайников с уговором — в случае ареста «пускать» через сутки, не ожидая подтверждения от автора.

История «запуска» воззвания в печать описана Солженицыным в книге «Бодался телёнок с дубом», писатель реконструирует чувства жены на следующий день после его ареста 12 февраля 1974 года, когда о его судьбе было ничего не известно:
«…набегают вопросы, а голова помрачённая. Что делать с Завещанием-программой? А — с „Жить не по лжи“? Оно заложено на несколько стартов, должно быть пущено, когда с автором случится: смерть, арест, ссылка.
Но — что случилось сейчас? Ещё в колебании? ещё клонится? Ещё есть ли арест?
А может, уже и не жив? Э-э, если уж пришли, так решились. Только атаковать!
Пускать! И метить вчерашней датой. (Пошло через несколько часов.) Тут звонит из Цюриха адвокат Хееб: „Чем может быть полезен мадам Солженицыной?“
Сперва — даже смешно, хотя трогательно: чем же он может быть полезен?! Вдруг просверкнуло: да конечно же! Торжественно в телефон: „Прошу доктора Хееба немедленно приступить к публикации всех до сих пор хранимых произведений Солженицына!“ — пусть слушает ГБ!..»

Обращение писателя к соотечественникам тут же появилось в самиздате, помеченное датой ареста — 12 февраля 1974 года. В ту же ночь, с 12 на 13 февраля, через иностранных корреспондентов текст был передан на Запад. 18 февраля 1974 года эссе было опубликовано в газете «Daily Express» (Лондон), на русском языке — в парижском журнале «Вестник РСХД» (1973 [реально вышел в 1974]. № 108/110. С. 1—3), газетах «Новое русское слово» (Нью-Йорк. 1974. 16 марта), «Русская мысль» (Париж. 1974. 21 марта. С. 3), журнале «Посев» (Франкфурт-на-Майне. 1974. № 3. С. 8—10).
Заголовок статьи (без восклицательного знака) дал название вскоре появившемуся в самиздате, а затем изданному в Париже сборнику материалов, посвящённому выходу в свет книги «Архипелаг ГУЛАГ» (Жить не по лжи: сб. мат-лов. Август 1973 — февраль 1974. Самиздат — Москва. — Paris: YMCA-Press, 1975; сама статья завершала сборник).
Впервые (неофициально, без ведома автора) в СССР было опубликовано 18 октября 1988 года в киевской газете «Рабочее слово» (Дорпрофсож ЮЗЖД).
На основе идей эссе создано слово «неполживый», применяемое к российским сторонникам либерализма.